# Leonardo Abálsamo
Leonardo Abálsamo (Buenos Aires, 3 de junio de 1980) es un exfutbolista argentino que jugaba de delantero.

## Clubes
| Club                    | País      | Año       |
| ----------------------- | --------- | --------- |
| Almagro                 | Argentina | 2001-2002 |
| Independiente Rivadavia | Argentina | 2002-2003 |
| Santiago Morning        | Chile     | 2003      |
| Luján de Cuyo           | Argentina | 2003-2004 |
| Universidad (Honduras)  | Honduras  | 2004      |
| San Martín (Mza)        | Argentina | 2004-2007 |
| Luján de Cuyo           | Argentina | 2007      |
| Sportivo Italiano       | Argentina | 2007-2008 |
| Correcaminos            | México    | 2008-2009 |
| La Serena               | Chile     | 2009      |
| Club Atlético Platense  | Argentina | 2009-2010 |
| Sportivo Italiano       | Argentina | 2010      |
| Deportivo Maipú         | Argentina | 2010-2011 |
| Club Atlético Alumni    | Argentina | 2011      |
| Santamarina (Tandil)    | Argentina | 2011-2012 |
| Happy Valley AA         | Hong Kong | 2013-2014 |
| Santamarina (Tandil)    | Argentina | 2014      |